# NGC 3624
NGC 3624 est une lointaine et vaste galaxie spirale barrée située dans la constellation du Lion. NGC 3624 a été découverte par l'astronome britannique John Herschel en 1827.

## Caractéristiques
Sa vitesse par rapport au fond diffus cosmologique est de 11 412 ± 25 km/s, ce qui correspond à une distance de Hubble de 168 ± 12 Mpc (∼548 millions d'al).
La classe de luminosité de NGC 3624 est II.